# Plagiothecium cochleatum
Plagiothecium cochleatum är en bladmossart som beskrevs av Hugh Neville Dixon 1938. Plagiothecium cochleatum ingår i släktet sidenmossor, och familjen Plagiotheciaceae. Inga underarter finns listade i Catalogue of Life.